# Mimozyganthus carinatus
Genre
Espèce
Synonymes
- Mimosa carinata Griseb.[2] [3]

Mimozyganthus carinatus est une espèce de plantes à fleurs dicotylédones de la famille des Fabaceae, sous-famille des Mimosoideae. C'est un petit arbre ou un arbuste originaire d'Amérique du Sud. C'est l'unique espèce acceptée du genre Mimozyganthus (genre monotypique).

## Description
C'est un petit arbre ou un arbuste épineux, aux fleurs minuscules groupées en têtes sphériques. C'est une plante xérophyte qui pousse dans des formations broussailleuses des zones arides et semi-arides du nord de l'Argentine, du Paraguay et de Bolivie (chaco), souvent associées à des Cactaceae.

## Étymologie
Le nom générique, « Mimozyganthus », dérive de trois racines grecques : μῖμος ( mîmos), « mime, imitation », ζυγόν (zygon), « joug, couple, paire », et ἄνθος, (ánthos), « fleur », en référence à la disposition des fleurs, les inflorescences étant couplées par deux ou quatre entre des stipules épineuses,.

## Taxinomie
L'espèce Mimozyganthus carinatus  a été décrite initialement par le botaniste allemand August Heinrich Rudolf Grisebach sous le nom de Mimosa carinata et publiée en 1879 dans Abhandlungen der Königlichen Gesellschaft der Wissenschaften zu Göttingen 24: 120, puis reclassée dans le genre Mimozyganthus par le botaniste argentin, Arturo Eduardo Burkart, et publiée en 1939 dans Darwiniana 3 (3) : 448.
Mimozyganthus est un genre de transition entre les Mimosoideae et les Caesalpinioideae, notamment en raison de la forme du stigmate, des sépales imbriqués et des pétales essentiellement valvés (dans la partie supérieure de la corolle, les pétales ont toujours une préfloraison valvée, mais présentent dans la partie inférieure quelques chevauchements dans les marges). Le classement de ce genre a été discuté entre 1943 et 2003, et en définitive son rattachement à la tribu monogénérique des  Mimozygantheae  a été acceptée. En 2003 Luckow et al. n'incluaient pas le genre « Mimozyganthus » dans leur étude moléculaire, mais avec les nouvelles données recueillies par Luckow, Fortunato et al. (2005), on s'attend à ce que la tribu des Mimozygantheae soit dissoute dans l'avenir.